# Plăviceanca, Olt
Plăviceanca este un sat în comuna Grădinile din județul Olt, Oltenia, România. Satul mai este cunoscută local și sub denumirea de În Sârbi. Sârbii/bulgarii care locuiau in această zonă și-au lăsat amprenta în obiceiurile localnicilor, îndeosebi în gastronomie. Bulgarii din Țările Române erau înregistrați drept sârbi în documentele vremii.
Locuitorii satului Plăviceanca, numit și Sârbi (aproximativ 170 de case), sunt, în mare parte, de origine etnică bulgară. Limba bulgară aproape a dispărut. A fost fondat drept cătun al satului Grădinile în 1821, de către refugiați bulgari. Din punct de vedere etnografic, bulgarii proveneau din așezările dintre râurile Vit și Iskăr: Krușovene, Slavovița, Ghighen, Brest. În sat s-au stabilit și bulgari din estul Bulgariei. Bulgarii locali au construit Biserica Adormirea Maicii Domnului în 1850. Deși sunt numiți de vecinii lor români cu etnonimul „sârbi", locuitorii satului dau dovadă de conștiință de sine bulgărească. În perioada 1910-1920, în sat locuiau 260 de bulgari.